# Rudolf Smend (1851–1913)

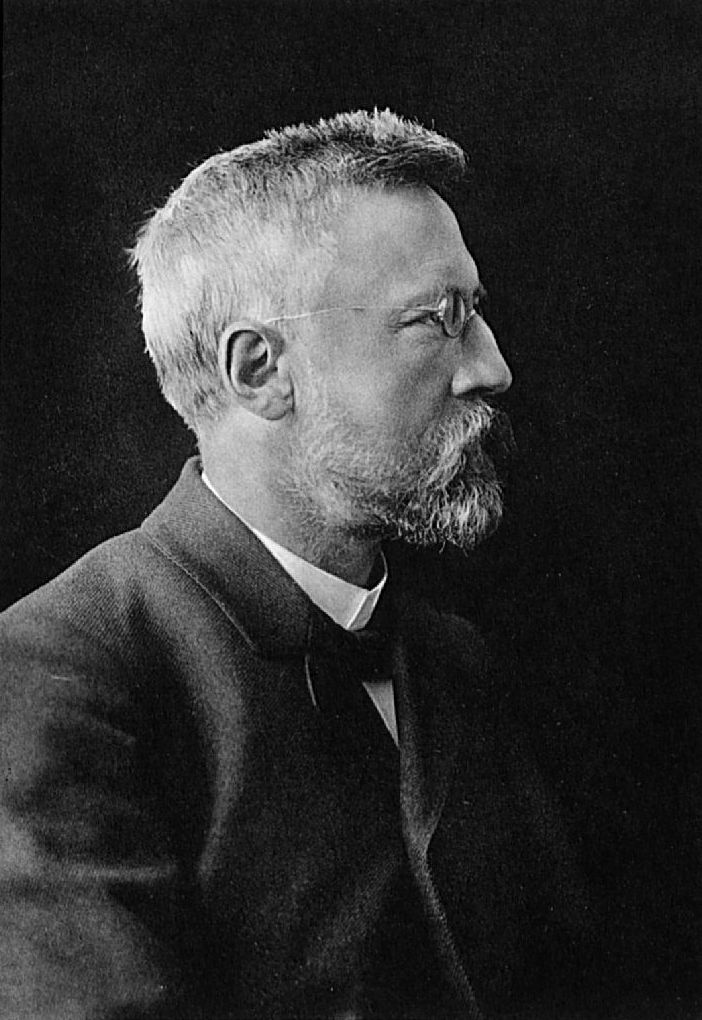
Rudolf Smend.

Rudolf Smend, född den 5 november 1851 i Westfalen, död den 27 december 1913 i Ballenstedt, var en tysk protestantisk teolog och filolog, bror till teologen Julius Smend, far till juristen Rudolf Smend, farfar till exegeten Rudolf Smend.
Smend blev 1880 extra ordinarie teologie professor i Basel och 1889 ordinarie professor i semitiska språk i Göttingen. Bland hans arbeten kan nämnas Der prophet Ezekiel (1880), Die Inschrift des Königs Mesa von Moab (tillsammans med Socin 1886), Lehrbuch der alttestamentlichen Religionsgeschichte (1893; 2:a upplagan 1899), Die Weisheit des Jesus Sirach, hebräisch und deutsch (1906), Die Weisheit des Jesus Sirach erklärt (samma år) och Griechisch-syrisch-hebräischer Index zur Weisheit des Jesus Sirach (1907).